# Lumbrineris biuncinata
Lumbrineris biuncinata är en ringmaskart som beskrevs av Hartmann-Schröder 1960. Lumbrineris biuncinata ingår i släktet Lumbrineris och familjen Lumbrineridae. Inga underarter finns listade i Catalogue of Life.